# Nocturne de Bar-sur-Aube
La Nocturne de Bar-sur-Aube est une course cycliste française disputée au mois de juillet à Bar-sur-Aube, dans le département de l'Aube. Créée en 1974, elle est organisée par l'Étoile cycliste Baraldine. 

## Histoire
L'édition 2017 accueille comme invité d'honneur Bernard Hinault. Trois cyclistes professionnels (Anthony Maldonado, Kévin Le Cunff et Jérémy Cabot) se présentent au départ, en compagnie du champion du Togo Abdou Raouf Akanga. La course est remportée au sprint par le coureur du CM Aubervilliers 93 Killian Évenot, devant Dany Maffeïs (CC Nogent-sur-Oise) et Ludovic Bideau (VS Chartrain),.
En 2020, la course est annulée pour la première fois de son histoire en raison du contexte sanitaire lié à la pandémie de Covid-19.

## Parcours
La Nocturne se déroule sur un court circuit de 1,750 km à parcourir à cinquante reprises, soit une distance totale d'environ 90 kilomètres,. 

## Palmarès
| Année | Vainqueur             | Deuxième            | Troisième           |
| ----- | --------------------- | ------------------- | ------------------- |
| 1974  | Phil Cheetham         | Christian Poissenot | Michel Zuccarelli   |
| 1975  | Christian Poissenot   |                     |                     |
| 1976  | Christian Poissenot   |                     |                     |
| 1977  | Christian Poissenot   |                     |                     |
| 1978  | Edgard Chollier       |                     |                     |
| 1979  | Gérard Aviègne        |                     |                     |
| 1980  | André Fossé           |                     |                     |
| 1981  | P. Wasaty             |                     |                     |
| 1982  | Patrick Busolini      |                     |                     |
| 1983  | Régis Simon           |                     |                     |
| 1984  | Daniel Leveau         |                     |                     |
| 1985  | André Fossé           |                     |                     |
| 1986  | Patrick Busolini      |                     |                     |
| 1987  | Éric Lavaud           |                     |                     |
| 1988  | Didier Faivre-Pierret | Zbigniew Krasniak   | Claude Schaaf       |
| 1989  | Julien                |                     |                     |
| 1990  | Michallah             |                     |                     |
| 1991  | Jean-Paul Garde       |                     |                     |
| 1992  | Jimmy Delbove         |                     |                     |
| 1993  | Jimmy Delbove         |                     |                     |
| 1994  | Didier Faivre-Pierret |                     |                     |
| 1995  | Dominique Péré        |                     |                     |
| 1996  | Jimmy Delbove         |                     |                     |
| 1997  | Jérôme Delbove        |                     |                     |
| 1998  | Rod Ellingworth (en)  | Marek Leśniewski    | François Leclère    |
| 1999  | Marek Leśniewski      | Eddy Lamoureux      | Lionel Lorgeou      |
| 2000  | Marek Leśniewski      | Pascal Pofilet      | Lionel Lorgeou      |
| 2001  | Marek Leśniewski      | Cédric Jourdan      | Dominique David     |
| 2002  | Ian Wilkinson         | Dominique David     | Stéphane Foucher    |
| 2003  | Jérémie Dérangère     | Yauheni Hutarovich  | David Arassus       |
| 2004  | Romain Mary           | Stéphane Arassus    | Denis Moretti       |
| 2005  | David Drieux          | Cédric Pineau       | David Han           |
| 2006  | Yauheni Hutarovich    | Thomas Nosari       | Benoît Geoffroy     |
| 2007  | Olivier Grammaire     | Renaud Vaubourg     | Gaël Bernard        |
| 2008  | Jérémie Dérangère     | Mathieu Simon       | Evan Ferrand-Prévot |
| 2009  | Mathieu Simon         | David Isidore       | Émilien Clère       |
| 2010  | Adrien Petit          | Pierre-Luc Périchon | Florian Morizot     |
| 2011  | Pierre-Luc Périchon   | Pierre Drancourt    | Arnaud Démare       |
| 2012  | Sébastien Boire       | Adam Yates          | Benoît Drujon       |
| 2013  | Benoît Drujon         | Melvin Rullière     | Émilien Clère       |
| 2014  | Melvin Rullière       | Pierre Tielemans    | Niels Nachtergaele  |
| 2015  | Killian Évenot        | Anthony Maldonado   | Damien Touzé        |
| 2016  | Pierre Barbier        | Melvin Rullière     | Killian Évenot      |
| 2017  | Killian Évenot        | Dany Maffeïs        | Ludovic Bideau      |
| 2018, | Jérémy Cabot          | Scott Auld          | Geoffrey Thévenez   |
| 2019  | Nicolas Garbet        | Vincent Pastot      | Théo Delacroix      |
| 2020  | annulé                | annulé              | annulé              |
| 2021  | Thibault Germain      | Maël Savignard      | Dillon Corkery      |
| 2022  | Maël Savignard        | John Buller         | Charles Duquette    |
| 2023  | Marius Macé           | Charles Duquette    | Sébastien Havot     |
| 2024  | Farley Barber         | Thomas Morichon     | Corentin Devroute   |
| 2025  | Hugo Roudier          | Toby Barnes         | Célian Protin       |